# Pop is Dead
«Pop is Dead» es el tercer sencillo lanzado por Radiohead. Es el único sencillo que no está en ninguno de sus álbumes.
Realizado a solo varios meses después de su primer sencillo "Creep" y su álbum debut Pablo Honey (en la que "Pop is Dead" no se incluyó). "Pop is Dead" alcanzó el número 42 en el UK Singles Chart en mayo de 1993.
La canción fue acompañada por un vídeo de la banda filmado en los túmulos de Wayland's Smithy en Oxfordshire.
Más tarde fue descrito por el guitarrista Ed O'Brien como "bollocks" (testículos).
Su género ha sido descrito en varias ocasiones como un rock de The Beatles, e incluso ha sido categorizada dentro del popular "britpop" de la época. 
La canción muestra como la industria del pop se ha vuelto vacía, la canción ha sido eliminada múltiples veces de las plataformas digitales, algunos especulan que es porque a la banda le da vergüenza.

## Lista de canciones
1. «Pop Is Dead» - 02:13
2. «Banana Co.» (Acoustic) - 02:21
3. «Creep» (Live) - 04:06
4. «Ripcord» (Live) - 03:06